# Pele Uibel
Pele Uibel (Londra, 24 agosto 2000) è un pentatleta tedesco.

## Biografia
Si è messo in mostra ai Giochi olimpici giovanili di Buenos Aires 2018, dove si è piazzato al 4º posto nell'individuale. Non ha preso parte alla staffetta mista. In seguito ha vinto diverse competizioni continentali e mondiali giovanili.
Ai mondiali di Alessandria d'Egitto 2022 ha ottenuto il bronzo con i fratelli Marvin e Patrick Dogue nella classifica a squadre.

## Palmarès
- Mondiali

Alessandria d'Egitto 2022: bronzo a squadre;